# Grosser schweizer Sennenhund
Grosser schweizer sennenhund er en stor hunderace som oprindelig stammer fra Bern-området i Schweiz, hvor racen hævdes at være blevet reddet ved en tilfældighed af dr. Albert Heym.

## Historie
Sennenhundene er molossere som mange kynologer mener, nedstammer fra den gamle romerske molosseren, som blev indført til Mellemeuropa af romerske legionærer under romertiden.
Dr. Albert Heym var i 1908 tilstede på en hundeudstilling i Schweiz da der dukkede to hunde op under tilnavnet « korthårede Berner Sennenhunde ». Heym forstå straks at dette var efterkommere af såkaldte «Slagterhund». Den store Sennen- eller Slagterhund, var på denne tid nærmest uddød, men Heyms opdagelse ledet til at typen blev taget op som Grosser schweizer Sennenhund i det Schweiziske stambogsregisteret i 1909. Den første raceklub blev dannet i 1912, samtidig som det blev der igangsat et avls program for at genopbygge denne gamle landrace som en egen hunderace. Den første racestandart blev publiceret i 1939.

## Temperament
Sikker, opmærksom, vagtsom og frygtløs i dagligdagen. Godmodig og hengiven over for mennesker den har tillid til, selvsikker over for fremmede. Middel temperament.